# Stéphane Barthe
Pour les articles homonymes, voir Barthe.
Stéphane Barthe, né le 5 décembre 1972 à Ermont (Val-d'Oise), est un coureur cycliste français.

## Biographie
Stéphane Barthe commence sa carrière professionnelle en 1996 au sein de l'équipe Casino. Il se révèle dès l'année suivante en devenant, à 24 ans, champion de France sur route. Il remporte deux autres victoires durant cette saison et termine deuxième de Kuurne-Bruxelles-Kuurne derrière Johan Museeuw et du Tour du Poitou-Charentes. Jugé trop jeune par son directeur sportif Vincent Lavenu, il ne participe pas au Tour de France.
En 1998, Stéphane Barthe participe au Tour de France. Il y obtient une troisième place au Cap d'Agde, battu au sprint par Tom Steels et François Simon.
En 2001, il est recruté par l'équipe américaine US Postal Service. Cette saison est gâchée par une fracture au bras gauche due à une chute sur les Quatre Jours de Dunkerque. Il rejoint dès l'année suivante la formation Saint-Quentin-Oktos, avec laquelle il est vice-champion de France du contre-la-montre en 2003.
Fin 2003, Stéphane Barthe quitte la formation Saint-Quentin-Oktos à la suite de sa descente en GS3 (troisième division). Ne trouvant pas de place dans une équipe professionnelle, il intègre l'US Montauban 82, club amateur de DN1. Quelques mois plus tard, il fait son retour chez Oktos-Saint-Quentin en compagnie d'Eddy Lembo afin de remplacer Jean-Michel Tessier et Franck Pencolé. Il remporte le Tour du Poitou-Charentes en août.
À nouveau sans contrat en 2005, il intègre le Team Oddas-Diemme. En juin, il se classe quatrième du championnat de France du contre-la-montre. À la fin de la saison, il met un terme à sa carrière.

## Palmarès
- 1990
  - 2e du Tour de la Vallée de la Trambouze
- 1991
  - 3e du championnat du Languedoc-Roussillon sur route
- 1992
  - 3e du championnat du Languedoc-Roussillon sur route
- 1993
  - 2e du Grand Prix Pierre-Pinel
- 1994
  - Tour du Canton de Gémozac
  - 2e du Grand Prix de la Tomate
- 1995
  - 2e du Tour du Loir-et-Cher
  - 2e du Grand Prix du Nord-Pas-de-Calais
- 1996
  - Tour du Labourd
  - Trophée Robert Gauthier
  - Manche-Atlantique
  - 8e étape du Ruban granitier breton
  - 1re étape de la Ronde de l'Oise
  - 2e du championnat de France du contre-la-montre par équipes
  - 2e de Paris-Auxerre
  - 3e de la Route de l'Atlantique
  - 3e du Tour de Normandie
- 1997
  -  Champion de France sur route
  - 1re étape du Critérium international
  - Grand Prix du Nord-Pas-de-Calais
  - 2e de Kuurne-Bruxelles-Kuurne
  - 2e de Paris-Mantes
  - 2e du Tour du Poitou-Charentes
- 1998
  - 1re étape de la Semaine catalane
  - 2eb étape du Tour de l'Oise
- 1999
  - 3e étape des Quatre Jours de Dunkerque
  - 1re étape du Critérium international
  - 3e étape du Tour du Poitou-Charentes
- 2000
  - 3e du Tour du Danemark
- 2002
  - 4e étape du Tour de Beauce
- 2003
  - 2e du championnat de France du contre-la-montre
- 2004
  - Boucles du Tarn
  - Classement général du Tour du Poitou-Charentes
  - 2e de Loudun-Poitiers-Loudun
  - 2e du Grand Prix des Fêtes de Cénac-et-Saint-Julien
  - 3e de Bordeaux-Saintes
- 2005
  - Ronde du Canigou
  - Boucles du Canton de Picquigny
  - Tour du Loiret :
    - Classement général
    - 3e étape

  - 4e étape du Tour de Franche-Comté

## Résultats sur les grands tours

### Tour de France
2 participations
- 1998 : abandon (18e étape)
- 1999 : abandon (15e étape)

### Tour d'Espagne
1 participation
- 1997 : abandon (9e étape)

## Classements mondiaux
| Année           | 2005 |
| --------------- | ---- |
| UCI Europe Tour | 570e |